# Modèle sigma non linéaire
En théorie quantique des champs un modèle sigma non linéaire désigne une théorie dans laquelle les champs fondamentaux représentent des coordonnées dans une variété riemannienne appelée espace-cible. Ensemble ils constituent un plongement depuis l'espace sur lequel ils vivent (par exemple l'espace de Minkowski) vers l'espace-cible.

## Définition
Dans le cas le plus simple on considère que l'espace sur lequel vivent les champs de la théorie est l'espace de Minkowki {\displaystyle {\mathcal {M}}\,}. Ses coordonnées sont notées par un indice grec {\displaystyle \mu =0,1,2,\ldots ,n-1\,} avec {\displaystyle n\,} la dimension de l'espace (pas nécessairement égal à quatre).
Si on note {\displaystyle {\mathcal {T}}\,} l'espace-cible et {\displaystyle \Sigma :{\mathcal {M}}\rightarrow {\mathcal {T}}\,} le plongement alors le lagrangien de la théorie s'écrit
{\displaystyle {\mathcal {L}}={1 \over 2}g(\partial ^{\mu }\Sigma ,\partial _{\mu }\Sigma )-V(\Sigma )}
où {\displaystyle V\,} est un potentiel arbitraire.
En choisissant des coordonnées {\displaystyle \Sigma ^{a}\,} sur l'espace-cible et {\displaystyle g_{ab}\,} les composantes de la métrique alors on peut réécrire le lagrangien comme
{\displaystyle {\mathcal {L}}={1 \over 2}g_{ab}(\Sigma )\partial ^{\mu }\Sigma ^{a}\partial _{\mu }\Sigma ^{b}-V(\Sigma ).}
Si l'espace-cible est lui aussi l'espace de Minkowski, alors cette action est celle d'une simple théorie des champs munie d'un potentiel {\displaystyle V\,}.

## Propriétés
Si la dimension de l'espace de départ est supérieure à deux alors le modèle n'est pas renormalisable en général. Il n'est donc pas bien défini du point de vue quantique et possède donc seulement le statut de théorie effective d'une autre théorie quantique bien définie complétant celle-ci aux échelles plus petite que la courbure de l'espace-cible (cette discussion ne tient pas compte des propriétés du potentiel qui peut lui aussi briser la renormalisabilité).

## Applications
En physique nucléaire le modèle chiral, qui est phénoménologique, décrit les mésons sans faire mention des quarks (du point de vue de la théorie de l'interaction forte cela correspond à prendre la limite où les masses des quarks tendent vers zéro). C'est un modèle sigma non linéaire dont l'espace-cible est le groupe de Lie {\displaystyle SU(N)\,} où {\displaystyle N\,} est le nombre de saveurs.
En Physique de la matière condensée, un modèle sigma non-linéaire dont l'espace cible est la sphère est utilisé pour décrire l'antiferromagnétisme quantique. En particulier, dans le cas unidimensionnel, pour des chaînes de spin entier, le modèle sigma non linéaire prédit la formation du gap de Haldane. Pour des chaînes dont le spin est un demi entier impair, la présence d'un terme topologique  dans l'intégrale de chemin de Haldane conduit à la formation d'un liquide de Luttinger de spin qui peut aussi être décrit par le modèle de Wess Zumino Witten
SU(2) de niveau 1. Le modèle sigma non-linéaire avec un espace cible {\displaystyle {\frac {O(2N)}{O(N)\times O(N)}}}, {\displaystyle {\frac {U(2N)}{U(N)\times U(N)}}},{\displaystyle {\frac {Sp(2N)}{Sp(N)\times Sp(N)}}}dans la limite {\displaystyle N\to 0} est utilisé pour décrite la transition d'Anderson. 
Ce type de théorie est aussi souvent utilisé en physique statistique et en physique théorique et ce particulièrement en théorie des cordes qui est définie perturbativement comme un modèle sigma non linéaire renormalisable en deux dimensions.